# Clusia kanukuana
Clusia kanukuana là một loài thực vật có hoa trong họ Bứa. Loài này được Maguire mô tả khoa học đầu tiên năm 1952.